# Dionísio de Lamptras
Dionísio de Lamptras (? — ca. 205 a.C.) foi um filósofo epicurista, que sucedeu Polístrato como o chefe (escolarca) da escola epicurista em Atenas cerca de 219 a.C. Morreu cerca de 205 a.C. e foi sucedido por Basilides.